# Circuito Brasileiro de Voleibol de Praia Masculino Sub-17 de 2018
O Circuito Brasileiro de Voleibol de Praia Sub-17 de 2018, também chamado de Circuito Banco do Brasil de Vôlei de Praia Sub-17 foi a segunda edição da principal competição nacional de Vôlei de Praia na categoria Sub-17 na variante masculina, com apenas uma etapa realizada no período de 19 a 22 de abril de 2018.

## Resultados

### Circuito Sub-17
| Evento                                                     | Ouro                             | Prata                       | Bronze                                    | Quarto lugar                     |
| Etapa Brasília, Distrito Federal 19 a 22 de abril de 2018. | Gabriel Bieler Gustavo Nishijima | Samuel Bello Euller Augusto | Isac Adolfo Barbosa Pablo Henrique Acioly | João Vitor Damasceno Rafael Rosa |